# Music from the Film More
Music from the Film More (ofta kallad endast More) är Pink Floyds första fullängds-soundtrack, utgivet 1969. Musiken var soundtrack till Barbet Schroeders film More från samma år. Albumet var också det första som gruppen spelade in utan originalmedlemmen Syd Barrett. Det blev nia på den brittiska albumlistan.

## Låtlista

### Sida 1
1. "Cirrus Minor" (Roger Waters) – 5:18
2. "The Nile Song" (Waters) – 3:26
3. "Crying Song" (Waters) – 3:33
4. "Up the Khyber" (Nick Mason, Richard Wright) – 2:12
5. "Green Is the Colour" (Waters) – 2:58
6. "Cymbaline" (Waters) – 4:50
7. "Party Sequence" (Waters, Wright, Gilmour, Mason) – 1:07

### Sida 2
1. "Main Theme" (Waters, Wright, Gilmour, Mason) – 5:28
2. "Ibiza Bar" (Waters, Wright, Gilmour, Mason) – 3:19
3. "More Blues" (Waters, Wright, Gilmour, Mason) – 2:12
4. "Quicksilver" (Waters, Wright, Gilmour, Mason) – 7:13
5. "A Spanish Piece" (Gilmour) – 1:05
6. "Dramatic Theme" (Waters, Wright, Gilmour, Mason) – 2:15

Spår 4, 7, 8, 10-13 är helt instrumentala.

## Medverkande
- David Gilmour - gitarr och sång
- Roger Waters - elbas och sång
- Nick Mason - trummor och slagverk
- Richard Wright - keyboards